# Шеффилдская фондовая биржа

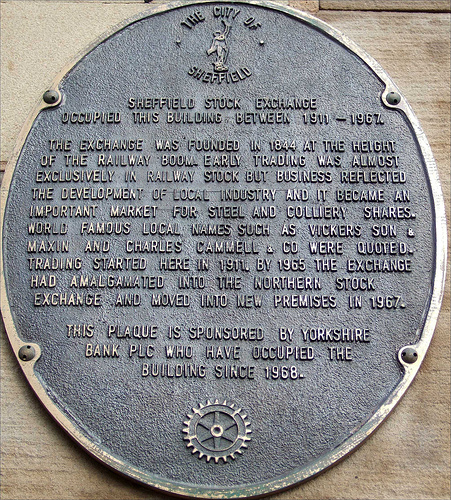
Декоративная табличка на здании, где раньше располагалась Шеффилдская фондовая биржа

Шеффилдская фондовая биржа — фондовая биржа, основанная в 1844 году в Шеффилде, Великобритания на волне бума строительства железнодорожных линий. Первоначально биржа преимущественно проводила торги с акциями железнодорожных компаний, но позже по мере развития местных компаний и интенсивного развития региона, на бирже стали появляться акции стальных и угольных компаний.
В 1965 году биржа слилась с Северной фондовой биржей.